# Simfonia núm. 3 (Bruckner)
La Simfonia núm. 3 en re menor (WAB 103), dita Simfonia de Wagner, d'Anton Bruckner, és una simfonia composta a partir del 23 de febrer de 1873 i dedicada al mestre Richard Wagner «amb el major respecte». La va revisar dues vegades: el 1876-1877 i el 1888-1889.
L'obra s'ha caracteritzat com a "difícil" i es distingeix per una notable audàcia en els seus elements; l'orquestració representa un avanç clar en comparació amb la Segona Simfonia. La influència de Wagner és evident en certs aspectes tècnics i en la forma del Finale, on els elements dramàtics es combinen de manera magistral. Per a molts estudiosos de la música, aquesta simfonia marca el primer gran assoliment de Bruckner, en què desplega plenament la seva capacitat excepcional de construcció orquestral. Segons Rudolf Kloiber, la Tercera Simfonia "obre la seqüència de les obres mestres de Bruckner, en les quals la seva creativitat es troba amb una monumental habilitat per a la construcció simfònica." L'obra és coneguda com la més revisada de les simfonies de Bruckner, i n'hi ha no menys de sis versions, amb tres d'elles que s'executen àmpliament avui dia.

## Història
Bruckner va escriure la primera versió de la simfonia el 1873. El setembre de 1873, abans que s'acabés l'obra, Bruckner va visitar Richard Wagner, a qui havia conegut per primera vegada el 1865 a l'estrena de Tristany und Isolde a Múnic. Bruckner va mostrar a Wagner les seves dues simfonies Segona i Tercera, demanant-li que triés quina preferia. Per a gran satisfacció de Bruckner, Wagner va escollir la Tercera Simfonia, i Bruckner li va dedicar l'obra al mestre a qui admirava profundament. Després de tornar a casa, Bruckner va continuar treballant en la simfonia i va completar el final el 31 de desembre de 1873.
La versió de 1873 va ser assajada per la Filharmònica de Viena al juny o juliol de 1874, però no va ser acceptada per a la seva interpretació. L'estrena de la simfonia (versió de 1877) es va fer a Viena el 16 de desembre de 1877. El director havia de ser Johann von Herbeck, però la seva mort un mes abans del concert va obligar el mateix Bruckner a intervenir i dirigir. El concert va ser un desastre total: tot i que era un director de coral decent, Bruckner era un director d'orquestra amb prou feines competent: el públic vienès, que d'entrada no era simpatitzant amb la seva obra, va abandonar la sala a mesura que sonava la música. Fins i tot l'orquestra va fugir al final, deixant Bruckner sol amb uns quants seguidors, inclòs Gustav Mahler. La partitura dels tres primers moviments va ser posteriorment propietat de Mahler, i la seva vídua, Alma Mahler, es va assegurar de portar-la amb ella quan va fugir de la invasió nazi de França el 1940 cap als Estats Units.
Sorpresa per aquesta desfeta, Bruckner va fer diverses revisions de la seva obra, deixant de banda quantitats importants de música, incloses la majoria de cites de Tristan und Isolde i Die Walküre de Wagner. La partitura original de 1873 no es va publicar fins al 1977.

## Descripció
La simfonia ha estat descrita com a "heroica" per naturalesa. L’amor de Bruckner per la grandiositat i la majestuositat es reflecteix especialment en els moviments inicial i final. Els forts contrastos, les pauses i la contundència marquen la signatura de tota la composició. El tema del trombó, semblant a un senyal i escoltat al començament després de les dues onades de crescendo, constitueix un lema per a tota la simfonia. Molts elements típics de les seves simfonies posteriors, com la penetració cíclica de tots els moviments i sobretot l'apoteosi a la coda del finale, que acaba amb el tema del trombó, s'escolten per primera vegada a la Tercera.

La simfonia té quatre moviments⁣:
1. Gemäßigt, mehr bewegt, misterioso (Moderat, més animat, misteriós) (també Sehr langsam, misterioso) — re menor
2. Adagio: Bewegt, quasi Andante (Amb moviment, com si fos Andante) — mi♭ major
3. Scherzo: Ziemlich schnell (Bastant ràpid) (also Sehr schnell) — re menor, acabant en re major. Trio en la major
4. Finale: Allegro (also Ziemlich schnell) — re menor, acabant en re major

### Primer moviment
La simfonia s'obre amb un ostinato a les cordes, de manera similar a la Simfonia no numerada en re menor. Poc després, la trompeta sona el tema principal:
La música arriba a un clímax fort i el segon tema del primer grup és a càrrec de l'orquestra completa:
La música torna a l'ostinato de corda i al primer tema, aquesta vegada en la major i arriba a un altre clímax fort amb el segon tema. Després d'aquest primer grup temàtic, s'introdueix el segon grup temàtic amb un passatge tranquil i descendent tocat per les cordes:
Aleshores, el moviment entra al tercer grup temàtic. Aquest grup alterna entre fort i suau i combina dos distintius de Bruckner: caigudes d'octava i el ritme de Bruckner⁣:
Després d'aquesta secció, el moviment s'instal·la en el desenvolupament. Durant el desenvolupament, el tema principal es desenvolupa mitjançant la inversió i és objecte d'un clímax massiu prop del centre del moviment. També es desenvolupa el grup secundari. A la versió original, Bruckner cita el "motiu del son" del Die Walküre de Wagner just abans de començar la recapitulació. La recapitulació recorre els grups temàtics (el primer grup només té un clímax en lloc dels dos de l'exposició). El moviment finalitza d’una manera poc habitual: tot i que no hi ha ambigüitat respecte a la tònica (re), l'"acord" final només conté una quinta oberta de re i la. Com que no hi ha tercera, el final no és ni major ni menor:

### Segon moviment
L'Adagio s'obre en silenci i té un to contrapuntístic, amb les cordes tocant en quatre parts:
La segona part del moviment es desplaça a un temps de 3/4 i compta amb una melodia tocada per les violes i acompanyada pels violins:
Depenent de la versió, la segona part pot no tornar a ser escoltada, ja que la repetició es va eliminar durant la primera revisió. A prop del final del moviment, hi ha (també segons la versió) una o dues cites de Wagner: una de Die Walküre i una altra de Tannhäuser que va ser retallada en revisions posteriors.

### Tercer moviment
L'Scherzo comença en silenci, augmentant ràpidament fins a una obertura bel·ligerant que consisteix principalment en les notes re i la:
El delicat Trio que segueix té les violes i els violins en un diàleg:

### Quart moviment
El tema principal del Finale és un record del tema principal del primer moviment, compartint el mateix ritme, com es mostra a continuació:
El segon grup temàtic està en un tempo més lent i té una delicadesa una mica semblant a la del Trio del tercer moviment:
Durant aquest grup temàtic hi ha cites de Tristan und Isolde i el motiu principal de la Segona Simfonia que es van tallar després de les primeres versions. Després d'aquest grup, el tercer grup de temes utilitza octaves sincopades, fent-lo molt rítmic:
La versió original té una cita de Rienzi prop del final de la recapitulació. A més, les versions anteriors inclouen un "catàleg" de temes de moviments anteriors, similar al final de la Novena Simfonia de Beethoven, encara que a prop del final del moviment en lloc del començament. Eduard Hanslick, un dels més grans crítics de Bruckner, va descriure la simfonia com a tal: "Les intencions poètiques de Bruckner no ens van quedar clares: potser era una visió de la Novena de Beethoven fent amistat amb les valquíries de Wagner i acabant trepitjada sota els seus cascos." El catàleg es va eliminar a la versió final. Quan la simfonia s'acosta al final, es recorda el tema principal del primer moviment i, en la versió final, s'utilitza realment per aconseguir la cadència final en re major.

## Instrumentació
La partitura demana dues flautes, dos oboès, dos clarinets, dos fagots, quatre trompes, tres trompetes, tres trombons, timbales i cordes.

## Recepció
Segons l'opinió generalitzada, la Tercera pot ser considerada com l'avenç artístic de Bruckner. En ella s'expressa per primera vegada el "Bruckner real i complet". Segons Rudolf Kloiber, la Tercera Simfonia "Inicia la seqüència de les grans obres mestres de Bruckner, en què la seva creativitat es troba amb una monumental habilitat de construcció simfònica". No obstant això, el difícil treball mai ha rebut una acceptació crítica general. Sobretot, la qüestió de les diferents versions i el seu judici segueix tan oberta com sempre.
Tot i ser molt crític amb aquesta simfonia, Robert Simpson va citar un passatge del primer moviment, la lletra d'assaig F, a la seva pròpia Simfonia núm. 9. Simpson va modificar més tard la seva visió crítica (expressada a l'edició de 1966 del seu The Essence of Bruckner) després de trobar-se amb la versió de 1873, que va descriure en una nota del programa per a la Royal Philharmonic Society el 1987 com "una obra grandiosa —lluny de ser perfecta, però amb un impuls majestuós que les revisions posteriors van acabar destruint completament.".
La simfonia núm. 3 va ser una de les preferides del director d'orquestra Hans Knappertsbusch.

## Versions
Existeixen almenys sis versions, tres de les quals publicades: la versió original de 1873, la versió de 1877-1878 i les últimes revisions del compositor de 1889.

### Primera versió (1873)
La versió de 1873 va ser la versió que Bruckner va enviar a Wagner per a la seva aprovació. Està disponible en una edició de Leopold Nowak (publicada el 1977), que es basa en la còpia justa de Wagner. Va ser interpretada per primera vegada per Hans-Hubert Schönzeler al Festival d'Arts d'Adelaide a Austràlia el 1978.

#### La revisió de 1874
Bruckner va revisar la simfonia el 1874.

Tal com descriu Carragan en el seu document de presentació "Bruckner's Trumpet", la versió "significativament millorada" de 1874 és, moviment per moviment, de la mateixa longitud i estructura que la versió original de 1873, però hi ha molts passatges, sobretot en el primer moviment, amb grans canvis de textura (imitació canònica) i d'orquestració. La versió de 1874 ha estat estrenada i gravada per Gerd Schaller i la Philharmonie Festiva.
Aquesta simfonia i la Quarta són les composicions més revisades del cànon de Bruckner... A mesura que es segueix la creixent sofisticació de l'estil en desenvolupament de l'escriptura canònica de Bruckner, s'obté una finestra al contrapunt expert i complex de la gran fuga de la Cinquena Simfonia.

### Segona versió (1876–1878)

#### La versió "1876".
Bruckner va revisar la simfonia el 1876.
L'Adagio de 1876 ha estat editat per Nowak el 1980. En aquesta versió de l'Adagio, les obertures de les parts 1 i 3 es van eixamplar, i a la part 5 el difícil acompanyament en semicorxera sincopada és substituït per l'utilitzat per Wagner a l'obertura de Tannhäuser.

Els altres moviments de la versió "1876" de la simfonia han estat reconstruïts per Carragan.
En aquesta revisió... les cites de temes de les òperes de Wagner Tristan und Isolde i Die Walküre es van eliminar del primer moviment i del finale... En el primer moviment, el tema de la trompeta inicial es va afegir com un cànon de dues parts prop del final de l'exposició. Al finale, aquest mateix tema del lema també es va convertir en un brillant cànon de quatre parts que es va col·locar al mig del desenvolupament. És un passatge interessant de 38 compassos en què el tema coral del segon grup o del grup temàtic B es toca de manera inesperadament fort acompanyat de material del tema A i el tema del lema del primer moviment. Tot seguit hi ha un diàleg entre el tema C fort i el coral del tema B tranquil.
Com escriu Carragan, "Aquesta versió, tot i que es va completar a la primavera de 1877, s'anomena versió "1876" perquè el seu característic moviment lent de cinc parts datava de 1876 i va ser publicada fa molts anys per Nowak amb aquesta data. Així es pot evitar confusió amb la versió revisada més tard, a la tardor de 1877".
La reconstrucció de la versió "1876" de la Tercera Simfonia, que representa la fase inicial de la segona versió d’aquesta simfonia tan revisada, va ser interpretada per primera vegada el 2 de març de 2019 per l’Orquestra Filharmònica de Nova Anglaterra sota la direcció de Richard Pittman a Boston, Massachusetts.

#### La revisió de 1877/1878
Des de la tardor de 1877, Bruckner va revisar encara més la simfonia:
- A l'Adagio, la part 3, dedicada al tema A, es va suprimir completament juntament amb el primer terç de la part 4 (compàs 129–176), i, a la part 5, la cita de l'obertura de Tannhäuser va ser substituïda per un altre motiu. El resultat va ser una mena d'aproximació a una cançó de tres parts en forma ABA.[15]
- Es va fer també un tall addicional al Finale d’un passatge en el qual el tema de coral del grup temàtic B sona inesperadament fort, acompanyat per material del tema A i del tema de trompeta del primer moviment, seguit per un diàleg entre el tema C, intens, i el tema de corall B, més tranquil.
- El 1878, es va afegir una poderosa coda a l'Scherzo.[8]

Segons un anunci a la Neue Freie Presse de Viena, el 23 de maig de 1880, la partitura completa i parts de la versió de 1877 acabaven d'aparèixer impreses per Thomas Rättig a Viena. La versió de 1877, que es va publicar per primera vegada sense coda a l'Scherzo per Fritz Oeser el 1950, va ser republicada amb la coda a l'Scherzo de 1878 per Nowak el 1981. Una transcripció d'aquesta versió per a duet de piano va ser preparada per Gustav Mahler (l'últim moviment presumiblement de Rudolf Krzyzanowski), encara que només el nom de Mahler apareix a la portada de la partitura, publicada l'1 de gener de 1880 per A. Bösendorfer a Viena.

### Tercera versió (1889)
La versió de 1889 va ser publicada per Nowak el 1959. En aquesta versió, s'elimina la coda de l'Scherzo i es fan talls addicionals al primer moviment i el Finale.

#### La revisió de 1890
La primera versió publicada de 1890, publicada per Thomas Rättig (Viena), segueix sent controvertida perquè no s'ha determinat fins a quin punt reflectia els desitjos de Bruckner, i fins a quin punt hi van influir Josef i Franz Schalk.

## Discografia
El primer enregistrament comercial d'una part d'aquesta simfonia va ser realitzat per Anton Konrath amb la Simfònica de Viena el 1928. Només comptava amb l'scherzo i el trio.
L'actuació completa més antiga que es conserva en disc és d'⁣Eugen Jochum amb la Philharmonisches Staatsorchester Hamburg de 1944.
El primer enregistrament comercial de la simfonia completa es va fer l'any 1953. L'enregistrament, d'un concert en directe, va ser emès pel segell Allegro-Royale amb el director "Gerd Rubahn" (pseudònim de Hans Schmidt-Isserstedt). Aquest enregistrament històric ha estat remasteritzat a CD (CD abruckner.com BSVD-0114).
L'edició de Rättig de 1890 és utilitzada generalment pels directors més antics de l'era dels LP, com Hans Knappertsbusch dirigint l'Orquestra de l'Òpera Estatal de Baviera i Carl Schuricht dirigint l'⁣Orquestra Filharmònica de Viena.
Amb el començament de l'era del CD, les versions de 1877 i 1889, editades per Nowak, van ser utilitzades més habitualment per directors com Bernard Haitink i Karl Böhm.
Eliahu Inbal dirigint l'⁣Orquestra Simfònica de la Ràdio de Frankfurt per a Warner Classics va ser el 1983 el primer a gravar la versió de 1873. Georg Tintner dirigint la Royal Scottish National Orchestra va seguir 15 anys després amb el segell Naxos. Tal com escriu Tintner, "aquesta obra, tal com va ser concebuda originalment, va patir cada cop més a causa de les mutilacions progressives, i hauríem de dedicar temps a interpretar i escoltar aquesta sorprenent versió original."
Gerd Schaller va gravar per primera vegada la versió de 1874, editada per William Carragan, amb la Philharmonie Festiva.
Per facilitar la comparació de les diferents versions, Johannes Wildner dirigint la Neue Philharmonie Westfalen, en un estudi d'enregistrament (SonArte/Naxos) ofereix conjunts multidisc. Naxos inclou les versions de 1877 i 1889, mentre que SonArte inclou les tres versions de 1873, 1877 i 1889.